# Кресент-Спрінгс (Кентуккі)
Кресент-Спрінгс (англ. Crescent Springs) — місто (англ. city) в США, в окрузі Кентон штату Кентуккі. Населення — 4319 осіб (2020).

## Географія
Кресент-Спрінгс розташований за координатами 39°3′22″ пн. ш. 84°34′47″ зх. д. / 39.05611° пн. ш. 84.57972° зх. д. (39.056162, -84.579820).  За даними Бюро перепису населення США в 2010 році місто мало площу 3,92 км², з яких 3,88 км² — суходіл та 0,05 км² — водойми.

## Демографія
Згідно з переписом 2010 року, у місті мешкала 3801 особа в 1554 домогосподарствах у складі 963 родин. Густота населення становила 969 осіб/км².  Було 1689 помешкань (431/км²).
Расовий склад населення:
| - 87,3 % — білих - 4,6 % — азіатів - 4,2 % — чорних або афроамериканців - 0,3 % — вихідців з тихоокеанських островів - 0,2 % — корінних американців - 1,1 % — осіб інших рас |

До двох чи більше рас належало 2,3 %. Частка іспаномовних становила 2,6 % від усіх жителів.
За віковим діапазоном населення розподілялося таким чином: 26,3 % — особи молодші 18 років, 63,9 % — особи у віці 18—64 років, 9,8 % — особи у віці 65 років та старші. Медіана віку мешканця становила 34,2 року. На 100 осіб жіночої статі у місті припадало 95,7 чоловіків;  на 100 жінок у віці від 18 років та старших — 92,2 чоловіків також старших 18 років.
Середній дохід на одне домашнє господарство  становив 74 972 долари США (медіана — 53 405), а середній дохід на одну сім'ю — 81 593 долари (медіана — 51 320). Медіана доходів становила 36 174 долари для чоловіків та 34 548 доларів для жінок. За межею бідності перебувало 13,2 % осіб, у тому числі 20,3 % дітей у віці до 18 років та 2,9 % осіб у віці 65 років та старших.
Цивільне працевлаштоване населення становило 2001 осіб. Основні галузі зайнятості: освіта, охорона здоров'я та соціальна допомога — 27,2 %, оптова торгівля — 12,7 %, науковці, спеціалісти, менеджери — 9,6 %, роздрібна торгівля — 9,0 %.